# Newbury (Massachusetts)
Newbury es un pueblo ubicado en el condado de Essex en el estado estadounidense de Massachusetts. En el Censo de 2010 tenía una población de 6.666 habitantes y una densidad poblacional de 97,91 personas por km².

## Geografía
Newbury se encuentra ubicado en las coordenadas 42°46′14″N 70°52′21″O / 42.77056, -70.87250. Según la Oficina del Censo de los Estados Unidos, Newbury tiene una superficie total de 68.09 km², de la cual 60.48 km² corresponden a tierra firme y (11.16%) 7.6 km² es agua.

## Demografía
Según el censo de 2010, había 6.666 personas residiendo en Newbury. La densidad de población era de 97,91 hab./km². De los 6.666 habitantes, Newbury estaba compuesto por el 97.85% blancos, el 0.26% eran afroamericanos, el 0.15% eran amerindios, el 0.66% eran asiáticos, el 0% eran isleños del Pacífico, el 0.21% eran de otras razas y el 0.87% pertenecían a dos o más razas. Del total de la población el 1.01% eran hispanos o latinos de cualquier raza.